# Grand Prix Francie 2018
Grand Prix Francie 2018 (oficiálně Formula 1 Pirelli Grand Prix de France 2018) se jela na okruhu Circuit Paul-Ricard v Le Castellet, Var v Francii dne 24. června 2018. Závod byl osmým v pořadí v sezóně 2018 šampionátu Formule 1.

## Kvalifikace
| Poř.                       | No. | Jezdec            | Konstruktér               | Časy v kvalifikaci | Časy v kvalifikaci | Časy v kvalifikaci | Pořadí na startu |
| Poř.                       | No. | Jezdec            | Konstruktér               | Q1                 | Q2                 | Q3                 | Pořadí na startu |
| -------------------------- | --- | ----------------- | ------------------------- | ------------------ | ------------------ | ------------------ | ---------------- |
| 1                          | 44  | Lewis Hamilton    | Mercedes                  | 1:31.271           | 1:30.645           | 1:30.029           | 1                |
| 2                          | 77  | Valtteri Bottas   | Mercedes                  | 1:31.776           | 1:31.227           | 1:30.147           | 2                |
| 3                          | 5   | Sebastian Vettel  | Ferrari                   | 1:31.820           | 1:30.751           | 1:30.400           | 3                |
| 4                          | 33  | Max Verstappen    | Red Bull Racing-TAG Heuer | 1:31.531           | 1:30.818           | 1:30.705           | 4                |
| 5                          | 3   | Daniel Ricciardo  | Red Bull Racing-TAG Heuer | 1:31.910           | 1:31.538           | 1:30.895           | 5                |
| 6                          | 7   | Kimi Räikkönen    | Ferrari                   | 1:31.567           | 1:30.772           | 1:31.057           | 6                |
| 7                          | 55  | Carlos Sainz Jr.  | Renault                   | 1:32.394           | 1:32.016           | 1:32.126           | 7                |
| 8                          | 16  | Charles Leclerc   | Sauber-Ferrari            | 1:32.538           | 1:32.055           | 1:32.635           | 8                |
| 9                          | 20  | Kevin Magnussen   | Haas-Ferrari              | 1:32.169           | 1:31.510           | 1:32.930           | 9                |
| 10                         | 8   | Romain Grosjean   | Haas-Ferrari              | 1:32.083           | 1:31.472           | Bez času           | 10               |
| 11                         | 31  | Esteban Ocon      | Force India-Mercedes      | 1:32.786           | 1:32.075           |                    | 11               |
| 12                         | 27  | Nico Hülkenberg   | Renault                   | 1:32.949           | 1:32.115           |                    | 12               |
| 13                         | 11  | Sergio Pérez      | Force India-Mercedes      | 1:32.692           | 1:32.454           |                    | 13               |
| 14                         | 10  | Pierre Gasly      | Scuderia Toro Rosso-Honda | 1:32.447           | 1:32.460           |                    | 14               |
| 15                         | 9   | Marcus Ericsson   | Sauber-Ferrari            | 1:32.804           | 1:32.820           |                    | 15               |
| 16                         | 14  | Fernando Alonso   | McLaren-Renault           | 1:32.976           |                    |                    | 16               |
| 17                         | 28  | Brendon Hartley   | Scuderia Toro Rosso-Honda | 1:33.025           |                    |                    | 20               |
| 18                         | 2   | Stoffel Vandoorne | McLaren-Renault           | 1:33.162           |                    |                    | 17               |
| 19                         | 35  | Sergej Sirotkin   | Williams-Mercedes         | 1:33.636           |                    |                    | 18               |
| 20                         | 18  | Lance Stroll      | Williams-Mercedes         | 1:33.729           |                    |                    | 19               |
| 107% času vítěze: 1:37.659 |     |                   |                           |                    |                    |                    |                  |
| Zdroj:                     |     |                   |                           |                    |                    |                    |                  |

Poznámky
1. ↑  Brendon Hartley obdržel trest posunu o 35 míst vzad za překročení počtu povolených pohonných jednotek.

## Závod
| Poř.   | No. | Jezdec            | Konstruktér               | Počet kol | Čas/Odstoupení | Pořadí na startu | Body |
| ------ | --- | ----------------- | ------------------------- | --------- | -------------- | ---------------- | ---- |
| 1      | 44  | Lewis Hamilton    | Mercedes                  | 53        | 1:30:11.385    | 1                | 25   |
| 2      | 33  | Max Verstappen    | Red Bull Racing-TAG Heuer | 53        | +7.090         | 4                | 18   |
| 3      | 7   | Kimi Räikkönen    | Ferrari                   | 53        | +25.888        | 6                | 15   |
| 4      | 3   | Daniel Ricciardo  | Red Bull Racing-TAG Heuer | 53        | +34.736        | 5                | 12   |
| 5      | 5   | Sebastian Vettel  | Ferrari                   | 53        | +1:01.935      | 3                | 10   |
| 6      | 20  | Kevin Magnussen   | Haas-Ferrari              | 53        | +1:19.364      | 9                | 8    |
| 7      | 77  | Valtteri Bottas   | Mercedes                  | 53        | +1:20.632      | 2                | 6    |
| 8      | 55  | Carlos Sainz Jr.  | Renault                   | 53        | +1:27.184      | 7                | 4    |
| 9      | 27  | Nico Hülkenberg   | Renault                   | 53        | +1:31.989      | 12               | 2    |
| 10     | 16  | Charles Leclerc   | Sauber-Ferrari            | 53        | +1:33.873      | 8                | 1    |
| 11     | 8   | Romain Grosjean   | Haas-Ferrari              | 52        | +1 kolo        | 10               |      |
| 12     | 2   | Stoffel Vandoorne | McLaren-Renault           | 52        | +1 kolo        | 17               |      |
| 13     | 9   | Marcus Ericsson   | Sauber-Ferrari            | 52        | +1 kolo        | 15               |      |
| 14     | 28  | Brendon Hartley   | Scuderia Toro Rosso-Honda | 52        | +1 kolo        | 20               |      |
| 15     | 35  | Sergej Sirotkin   | Williams-Mercedes         | 52        | +1 kolo        | 18               |      |
| 16     | 14  | Fernando Alonso   | McLaren-Renault           | 50        | Zavěšení       | 16               |      |
| 17     | 18  | Lance Stroll      | Williams-Mercedes         | 48        | Defekt         | 19               |      |
| Ret    | 11  | Sergio Pérez      | Force India-Mercedes      | 27        | Motor          | 13               |      |
| Ret    | 31  | Esteban Ocon      | Force India-Mercedes      | 0         | Kolize         | 11               |      |
| Ret    | 10  | Pierre Gasly      | Scuderia Toro Rosso-Honda | 0         | Kolize         | 14               |      |
| Zdroj: |     |                   |                           |           |                |                  |      |

Poznámky
1. ↑  Sergej Sirotkin obdržel penalizaci 5 sekund za zbytečně pomalou jízdu za safety carem.
2. 1 2  Fernando Alonso a Lance Stroll odstoupili ze závodu, ale byli klasifikováni, protože odjeli více než 90 % délky závodu.

## Průběžné pořadí po závodě
Pohár jezdců
|   | Pořadí | Jezdec           | Body |
| - | ------ | ---------------- | ---- |
| 1 | 1      | Lewis Hamilton   | 145  |
| 1 | 2      | Sebastian Vettel | 131  |
| 1 | 3      | Daniel Ricciardo | 96   |
| 1 | 4      | Valtteri Bottas  | 92   |
| 1 | 5      | Kimi Räikkönen   | 83   |

Pohár konstruktérů
|  | Pořadí | Konstruktér               | Body |
|  | ------ | ------------------------- | ---- |
|  | 1      | Mercedes                  | 237  |
|  | 2      | Ferrari                   | 214  |
|  | 3      | Red Bull Racing-TAG Heuer | 164  |
|  | 4      | Renault                   | 62   |
|  | 5      | McLaren-Renault           | 40   |